# Push notifikacija
Push notifikacija je izravni notifikacijski mehanizam. To je isporuka informacije iz softverske aplikacije prema računalu, a da pritom primatelj (klijent) ne mora to zahtijevati. Ovom se vrstom notifikacija služimo da ne bismo morali stalno provjeravati stanje određenog procesa, nego nas sustav obavještava o početku ili završetku tog procesa. Primatelju ova notifikacija dolazi od poslužitelja. Pritom primatelj (klijent) mora dati zahtjev, odrediti interval u kojem će stizati i vrstu obavijesti. Izvor notifikacije ne mora biti računalo, nego akcija drugog korisnika. Kod pull notifikacija, korisnik mora sam zatražiti informaciju.
Najpoznatije su notifikacije o primitku i otvaranju poruke elektronske pošte, športski rezultati, podsjetnici, obavijesti o uplatama/isplatama, kretanju isporučene robe, promjene uvjeta poslovanja (banke, teleoperateri) i dr.
Notifikacija je bila teškoća s kojom su se razvijatelji softvera suočavali kako dostaviti ih kroz preglednike. Notifikacije na stranici (on-site) su one koje se mogu dobivati kada se korisnik nalazi na samoj stranici ili se web stranicama nalazi otvorena u nekoj od kartica. Push notifikacije su one kod kojih nije potrebno preglednik uopće pokrenuti niti je potrebno imati otvorenu web stranicu s koje se poruka dobiva. Neprestano se izmišljalo i stvaralo različite mehanizme za slanje obavijesti, sve dok krovna organizacija za WWW W3C nije formalizirala i standardizirala Web Notifications API. Kroza nj je jasno određeno kako rade notifikacije u mrežnim preglednicima koji ih uopće i podržavaju (Chrome i sve izvedenice koje dijele Chromium kako svoj temelj, Firefox, Edge i Safari). Kod mobilnih aplikacija odobrenje za primanje notifikacija ide pri instalaciji, dok kod mrežnih stranica proces je ponešto drugačiji. Preglednik mora podržavati primanje, korisnik ih mora odobriti, a ako korisnik odbije primati poruke, korisnika se više neće moći niti priupitati za naknadno odobrenje. Korisnicima je problem što postavke za prihvaćanje i odbijanje su kod svakog preglednika i nerijetko u novijim inačicama uvijek na drugom mjestu, pa je problem naknadno poništiti dano odobrenje.
Dva su API-ja ključna u ovom procesu. Notification API prikazuje poruku a Push API dostavlja poruku klijentu i to s poslužitelja putem push servisa koji koristi sam klijent (mrežni preglednik). Da bi se sve dobro odvijalo, posebna skripta service worker je za to, a preglednici ju izvršavaju u pozadini i odvojeno od mrežnih stranica. Ta skripta omogućava dostavu poruke bez obzira na to je li mrežna stranica s koje poruka zapravo dolazi uopće otvorena u web pregledniku.
Prednost ovog mehanizma je što se ista notifikacija može pojaviti i na pametnom telefonu bez potrebe za razvijanjem posebne aplikacije.
Zloporaba ovog procesa je kad internetski servisi sa svojih poslužitelja zasipaju korisnike neprekidnim obavijestima koje korisnik ne može niti isključiti niti prosijati nekim softverskim sitom.